# Pedro Rodríguez (revolucionario)
Pedro Rodríguez (La Paz, Alto Perú, Bolivia, 30 de enero de 1769 - La Paz, Alto Perú, Bolivia, 18 de octubre de 1809) fue un destacado partícipe de la revolución de La Paz de julio de 1809.

## Biografía

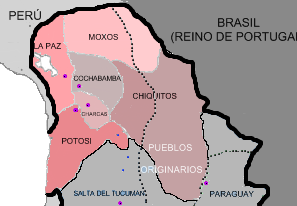
Alto Perú en 1783.

Pedro Rodríguez, prócer de la independencia boliviana, nació en La Paz el 30 de enero de 1769. En 1804 casó con María Manuela de la Rocha. Producida la revolución de Chuquisaca y al poco tiempo la de La Paz, Pedro Rodríguez se sumó activamente al movimiento. Designado capitán de milicias, recuperó Copacabana para la Junta Tuitiva de gobierno.
Desde el primer momento, en el movimiento se formaron sectores que desde lo ideológico se dividían en  independentistas, autonomistas y leales a Fernando VII de España, y en lo operativo en radicales y moderados. Esta situación se tradujo en graves disensiones, especialmente ante el avance sostenido de las fuerzas de represión al mando de José Manuel de Goyeneche. Entre los patriota radicales se destacaba entre otros José Antonio Medina y entre los moderados el comandante y presidente de la Junta, Pedro Domingo Murillo. Pedro Rodríguez era al igual que Medina, considerado "un español del grupo radical".
Ante la cercanía de Goyeneche, la Junta Tuitiva de la Paz se había disuelto confiriendo a su Presidente Murillo el mando político y militar. Avizorando el inminente fracaso, Murillo entró en negociaciones secretas con el alcalde Francisco Yanguas, líder de los realistas, quien preparaba un movimiento contrarrevolucionario para el 12 de octubre. Pero apenas iniciadas las conversaciones, Pedro Rodríguez interceptó una carta de Murillo, el cual fue inmediatamente detenido y trasladado a las Yungas mientras que los principales miembros del partido realista eran puestos en prisión.
No obstante, el segundo comandante, Pedro Indaburu, enemistado también con Murillo, estaba por su lado en tratos con los agentes de Goyeneche.
El grueso de las milicias, unos mil hombres, se situó para evitar deserciones en la localidad de Chacaltaya, en los altos de La Paz, dejando a Indaburu con una compañía en la ciudad. Al poco tiempo de regresar de Chacaltaya, la noche del 18 de octubre, el capitán Pedro Rodríguez fue invitado por  Indaburo a su casa junto a José Antonio Medina, Juan Bautista Sagárnaga, Tomás Orrantía, Francisco Iriarte, Gregorio Sanjinés, Manuel Cossio y Melchor Jiménez. Los asistentes fueron detenidos y puestos a disposición del Cabildo, mientras Indaburu hacía instalar rápidamente horcas para ejecutar a todos en la mañana. No obstante, el consejo formado por el alcalde José Antonio Diez de Medina, el edecán de Goyeneche Miguel Carrazas, Indaburo y el asesor Baltasar Aquiza solo condenó a muerte a Rodríguez y en ausencia a José Gabriel Antonio Castro. La sentencia fue pronunciada por el alcalde Diez de Medina y Rodríguez fue condenado "teniendo en cuenta el ningún pudor con que públicamente se expresó especialmente Don Pedro Rodríguez"
Castro, quien había permanecido en los Altos, recibió las noticias de la traición por José Manuel Bravo y tras reunir rápidamente una fuerza de 250 hombres, descendió sobre la ciudad. No obstante fue tarde para Rodríguez, quien fue ejecutado. Castro atacó la trinchera de la calle del Comercio donde se concentraba la resistencia y dio muerte a Indaburo, quien fue luego colgado en la misma horca en que pereció Rodríguez.
En 1811, cuando Juan José Castelli alcanzó con las fuerzas de la Primera expedición auxiliadora el Alto Perú, recibió  una lista de "patricias", de mujeres patriotas que habían sufrido a causa de su compromiso con la "libertad civil de la América", fundamentalmente esposas e hijas de los paceños condenados por Goyeneche. En ese documento figura la viuda de Rodríguez, quien sufrió y resistió el embargo que siguió a la muerte de su esposo: "Doña María Manuela de la Rocha, viuda de don Pedro Rodríguez. Tiene un hijo sin mayores conveniencias y ha tenido los mismos padecimientos."